# Étais-la-Sauvin
Étais-la-Sauvin – miejscowość i gmina we Francji, w regionie Burgundia-Franche-Comté, w departamencie Yonne.
Według danych na rok 1990 gminę zamieszkiwało 696 osób, a gęstość zaludnienia wynosiła 16 osób/km² (wśród 2044 gmin Burgundii Étais-la-Sauvin plasuje się na 341. miejscu pod względem liczby ludności, natomiast pod względem powierzchni na miejscu 55.).